# Luis Usoz
Luis María Usoz Quintana, född 19 oktober 1932 i San Sebastián, död 10 mars 1992, var en spansk landhockeyspelare.
Usoz blev olympisk bronsmedaljör i landhockey vid sommarspelen 1960 i Rom.